# Uk (cirillico)
La Ѹ, minuscolo ѹ, chiamata uk è una lettera arcaica dell'alfabeto cirillico. In origine era una legatura del glifo usato per "О" e "У" scritto orizzontalmente. In seguito venne scritto sempre più rapidamente come una legatura verticale, e poi venne soppresso, in favore dell'unica "У".
Nonostante non appaia più nell'alfabeto cirillico, una sua forma ulteriormente legata esiste ancora, nella lettera ju (Ю), che era una legatura della i decimale (non più in uso in russo, sostituita dall'omofona и) ed uk (dunque іѹ => юѵ => ю). La ragione per la quale questa legatura abbia perso l'upsilon è dovuta al fatto che il suono /jo/ non era presente nelle lingue slave tardo-medievali e, quindi, la perdita dell'upsilon non avrebbe comunque causato confusione con un'inesistente legatura della i decimale e dell'omicron.